# Championnat du monde de snooker 2020
Le Championnat du monde 2020 est un tournoi de snooker professionnel qui prend place du 31 juillet au 16 août 2020 au Crucible Theatre de Sheffield. Ce tournoi est le dernier événement majeur de la saison 2019-2020 de snooker. Initialement programmé en avril et mai, comme chaque année, il a été déplacé en raison de la pandémie de Covid-19.

## Déroulement

### Contexte avant le tournoi

#### Forfaits
Au total, 17 joueurs professionnels choisissent de ne pas participer au championnat en raison de problèmes de sécurité liés à la pandémie de Covid-19 : Zhou Yuelong, Xiao Guodong, Zhao Xintong, Li Hang, Yuan Sijun, Marco Fu, Mei Xiwen, Zhang Anda, James Wattana, Zhang Jiankang, Chang Bingyu, Andy Lee, Chen Zifan, Xu Si, Bai Langning, Lei Peifan et Steve Mifsud.
Peter Ebdon ne participe pas car il s'est retiré du jeu professionnel en avril 2020. 
Deux joueuses invitées par la fédération ont également refusé de participer en raison de problèmes liés à la crise sanitaire : la Hongkongaise Ng On-yee et la Thaïlandaise Nutcharut Wongharuthai.

#### Public
Le tournoi est l'un des premiers à permettre la présence d'un public en direct depuis le début de la pandémie, mais deux heures après le début de la compétition, il est annoncé un huis-clos à partir du 1er août.

### Faits marquants
L'Anglais Judd Trump est le tenant du titre. Il perd en quart de finale contre Kyren Wilson, devenant ainsi le 18e joueur à tomber sous la malédiction du Crucible (en).
Ronnie O'Sullivan remporte son sixième titre en battant sèchement en finale son compatriote Kyren Wilson 18 manches à 8.

## Dotation
La répartition des prix est la suivante :
- Vainqueur : 500 000 £[N 1]
- Finaliste : 200 000 £
- Demi-finalistes : 100 000 £
- Quart de finalistes : 50 000 £
- 8es de finalistes : 30 000 £
- 16es de finalistes : 20 000 £
- 4e tour de qualification : 15 000 £
- 3e tour de qualification : 10 000 £
- 2e tour de qualification : 5 000 £
- Meilleur break : 15 000 £

Dotation totale : 2 395 000 £

## Joueurs qualifiés
Les seize premiers au classement mondial sont qualifiés directement pour le tableau final. Quel que soit son classement, le tenant du titre est automatiquement tête de série numéro 1, alors que les autres joueurs sont positionnés en fonction de leur classement. Les seize places restantes sont attribuées après des phases de qualification disputées en quatre tours.

## Résumé

### Qualifications
Le tournoi de qualification pour le championnat se déroule en quatre tours, disputés entre le 21 et le 28 juillet 2020, avec 128 joueurs en lice.
James Cahill, qui avait battu le quintuple vainqueur Ronnie O'Sullivan lors de l'édition précédente, s'incline dès le 1er tour face au joueur amateur belge Ben Mertens. Ce dernier, âgé de 15 ans, devient le plus jeune joueur à remporter un match lors du championnat. Mertens perd au tour suivant contre Sam Baird. Allan Taylor remporte le barrage du circuit du challenge avant les qualifications, puis remporte ses deux premiers matches 6 manches à 1. Lors de ces matchs, il marque quatre centuries, dont un de 145 points, son record en carrière. Six fois vice-champion, Jimmy White remporte ses deux premiers matchs de qualification, dont une victoire 6 manches à 4 sur Michael Georgiou, mais perd au troisième tour contre Robert Milkins. Gary Wilson, qui avait atteint les demi-finales de l'édition 2019, perd au troisième tour contre le joueur suisse Alexander Ursenbacher, 6 manches à 3. Ali Carter, deux fois finaliste, commence au troisième tour, mais perd son premier match contre Louis Heathcote. C'est la première fois en 17 ans qu'il ne jouera pas la phase finale du championnat.
Le dernier tour de qualification se déroule les 27 et 28 juillet, avec des matches joués au meilleur des 19 manches sur deux sessions. Alexander Ursenbacher est le premier joueur suisse à intégrer le grand tableau du tournoi, après avoir battu Andrew Higginson 10 manches à 8. Alan McManus se qualifie pour la phase finale pour la première fois depuis qu'il a atteint les demi-finales en 2016, après avoir battu Louis Heathcote 10 manches à 5. Elliot Slessor remporte les neuf dernières manches de son match pour battre Martin O'Donnell 10 manches à 3. Il se qualifie ainsi pour sa première participation au tournoi principal du championnat du monde et empoche 20 000 £. Il a promis d'organiser son mariage avec sa compagne s'il se qualifiait.

### Premier tour
Cinq joueurs participent pour la première fois au tournoi principal : les anglais Elliot Slessor et Ashley Carty, le gallois Jamie Clarke, le [nord-irlandais Jordan Brown et le suisse Alexander Ursenbacher. C'est la première fois que la Suisse est représentée à ce niveau. L'ancien joueur du top 10, Anthony Hamilton, se qualifie pour le tableau principal du championnat du monde pour la première fois depuis 2008. Cependant, le shérif de Pottingham annonce son forfait à la dernière minute à cause de problèmes d'asthme qui pourraient entraîner des complications en cas de contamination au coronavirus. Selon le champion en titre Judd Trump, il s'agit d'une décision « égoïste » de la part de son compatriote qui aurait pu renoncer aux qualifications pour laisser sa chance à d'autres joueurs.
C'est la première fois que deux joueurs thaïlandais se qualifient pour le tournoi principal.
Dans la 15e manche de son match contre Tom Ford, Judd Trump fait un break de 131, son 100e century de la saison. Ce n'est que la deuxième fois qu'un joueur réalise autant de centuries dans une saison, après Neil Robertson pendant la saison 2013-2014.
Le demi-finaliste de l'année précédente, David Gilbert, affronte Kurt Maflin, qui ne s'était plus qualifié depuis l'édition 2015. Maflin tente un break maximal, marquant 105 points dans la manche no 16 pour égaliser le match à 8-8. Après avoir manqué son replacement pour la 14e bille noire, il fait un doigt d'honneur à la table et reçoit un avertissement de l'arbitre Tatiana Woollaston. Maflin remporte ensuite les deux manches suivantes pour s'imposer 10-8.
Le quintuple champion Ronnie O'Sullivan réussit à se défaire du thaïlandais Thepchaiya Un-Nooh. Avec un temps de jeu de 108 minutes, sa victoire établit un nouveau record du match le plus rapide dans une rencontre au meilleur des 19 manches. C'était 41 minutes de moins que le précédent record établi par Shaun Murphy lors de sa victoire 10 manches à 0 contre Luo Honghao en 2019.
Dans son match contre Jamie Clarke, Mark Allen devient le deuxième joueur, après Ronnie O'Sullivan lors de sa défaite contre David Gray en 2000, à faire 5 centuries dans un match de premier tour. Tout comme O'Sullivan, Allen perd son match contre Clarke qui, no 89 mondial, est le joueur le moins bien classé du tableau principal cette année. Clarke est le seul débutant à se qualifier pour le deuxième tour.

### Deuxième tour
Lors de la douzième manche de son match l'opposant au norvégien Kurt Maflin, l'écossais John Higgins a réalisé un break royal de 147 points. Le précédent 147 télévisé de la compétition avait été réalisé par Stephen Hendry en 2012.
Le dernier match du deuxième tour se joue entre deux qualifiés : Anthony McGill et le débutant Jamie Clarke. Clarke mène 7 à 2 quand il est réprimandé par McGill pour s'être tenu dans sa ligne de visée lors d'un tir. La paire est calmée par l'arbitre Jan Verhaas, mais Clarke est suivi hors de l'arène par McGill au moment de l'interruption. Clarke tweettera plus tard « si tu veux danser, dansons ».

### Quarts de finale
Les têtes de série 1, 2 et 3 sont éliminées à ce stade de la compétition. Judd Trump, tenant du titre ne réalisera donc pas le doublé. En ne parvenant pas à défendre, en finale, son premier titre mondial, Judd Trump contribue malgré lui à la « malédiction » du Crucible Theatre. En effet, seuls deux joueurs sont parvenus en finale afin de défendre leur premier titre mondial : Joe Johnson et Ken Doherty. Cependant, ils perdirent tous les deux en finale.
Dans le quart l'opposant à Mark Williams, Ronnie O'Sullivan est mené 7 manches à 2 à la fin de la première session ; puis 8 à 4 en début de deuxième session mais il se remobilise pour être à égalité en fin de deuxième session (8 à 8), et finalement l'emporter 13 à 10, soit un total de 11 manches à 3 dans les deux dernières sessions.

### Demi-finales
Trois anglais se qualifient pour les demi-finales : Kyren Wilson, qui a nettement battu le tenant du titre Judd Trump, Mark Selby et Ronnie O'Sullivan. C'est respectivement les 2e, 6e et 11e fois qu'ils sont présents à ce stade de la compétition. L'é|Écossais Anthony McGill complète ce trio. Ce dernier n'est pas tête de série et n'a jamais disputé de demi-finales au Championnat du monde.
Pour la première fois de l'ère moderne, les deux demi-finales se sont décidées sur la dernière manche.
La manche décisive entre Wilson et McGill dure 62 minutes, établissant un nouveau record pour le plus grand nombre de points combinés dans une seule manche dans un match de championnat du monde (103-83). Le champion de 1991, John Parrott, commente cette manche décisive en déclarant : « En 44 ans de pratique de ce merveilleux jeu, je n'ai jamais vu une manche de snooker comme celle-là. C'était incroyable. »

### Finale
L'arbitre allemand Marcel Eckardt officie dans sa première finale de championnat du monde.
La dernière session ne dure que 11 minutes et ne comporte qu'une seule manche, O'Sullivan remportant le match 18 manches à 8. O'Sullivan remporte ainsi sa sixième victoire au championnat du monde, et sa 37e dans un tournoi de classement. Pourtant, celui-ci laisse entendre qu'il ne pensait pas être en assez bonne forme pour gagner le tournoi.

## Tableau
|  | 1er tour                                  | 1er tour                                  | 1er tour                                  |                   |                   | 2e tour                                  | 2e tour                                  | 2e tour                                  |  |  | Quarts de finale           | Quarts de finale           | Quarts de finale           |  |  | Demi-finales               | Demi-finales               | Demi-finales               |
|  | 16es de finale au meilleur des 19 manches | 16es de finale au meilleur des 19 manches | 16es de finale au meilleur des 19 manches |                   |                   | 8es de finale au meilleur des 25 manches | 8es de finale au meilleur des 25 manches | 8es de finale au meilleur des 25 manches |  |  | au meilleur des 25 manches | au meilleur des 25 manches | au meilleur des 25 manches |  |  | au meilleur des 33 manches | au meilleur des 33 manches | au meilleur des 33 manches |
|  |                                           |                                           |                                           |                   |                   |                                          |                                          |                                          |  |  |                            |                            |                            |  |  |                            |                            |                            |
|  | 31 juillet                                |                                           |                                           |                   |                   |                                          |                                          |                                          |  |  |                            |                            |                            |  |  |                            |                            |                            |
|  |                                           |                                           |                                           |                   |                   |                                          |                                          |                                          |  |  |                            |                            |                            |  |  |                            |                            |                            |
|  | 1                                         | Judd Trump                                | 10                                        |                   |                   |                                          |                                          |                                          |  |  |                            |                            |                            |  |  |                            |                            |                            |
|  | 1                                         | Judd Trump                                | 10                                        | 6 et 7 août       |                   |                                          |                                          |                                          |  |  |                            |                            |                            |  |  |                            |                            |                            |
|  |                                           | Tom Ford                                  | 8                                         |                   |                   |                                          |                                          |                                          |  |  |                            |                            |                            |  |  |                            |                            |                            |
|  | 1                                         | Tom Ford                                  | 8                                         | Judd Trump        | 13                |                                          |                                          |                                          |  |  |                            |                            |                            |  |  |                            |                            |                            |
|  | 1                                         | 2 et 3 août                               |                                           | Judd Trump        | 13                |                                          |                                          |                                          |  |  |                            |                            |                            |  |  |                            |                            |                            |
|  |                                           | 16                                        | Yan Bingtao                               | 11                |                   |                                          |                                          |                                          |  |  |                            |                            |                            |  |  |                            |                            |                            |
|  | 16                                        | 16                                        | Yan Bingtao                               | 11                | Yan Bingtao       | 10                                       |                                          |                                          |  |  |                            |                            |                            |  |  |                            |                            |                            |
|  | 16                                        |                                           |                                           |                   | Yan Bingtao       | 10                                       | 10 et 11 août                            |                                          |  |  |                            |                            |                            |  |  |                            |                            |                            |
|  |                                           | Elliot Slessor                            | 7                                         |                   |                   |                                          |                                          |                                          |  |  |                            |                            |                            |  |  |                            |                            |                            |
|  | 1                                         | Elliot Slessor                            | 7                                         | Judd Trump        | 9                 |                                          |                                          |                                          |  |  |                            |                            |                            |  |  |                            |                            |                            |
|  | 1                                         | 4 et 5 août                               |                                           | Judd Trump        | 9                 |                                          |                                          |                                          |  |  |                            |                            |                            |  |  |                            |                            |                            |
|  |                                           | 8                                         | Kyren Wilson                              | 13                |                   |                                          |                                          |                                          |  |  |                            |                            |                            |  |  |                            |                            |                            |
|  | 9                                         | 8                                         | Kyren Wilson                              | 13                | Stephen Maguire   | 3                                        |                                          |                                          |  |  |                            |                            |                            |  |  |                            |                            |                            |
|  | 9                                         | 8 et 9 août                               |                                           |                   | Stephen Maguire   | 3                                        |                                          |                                          |  |  |                            |                            |                            |  |  |                            |                            |                            |
|  |                                           | Martin Gould                              | 10                                        |                   |                   |                                          |                                          |                                          |  |  |                            |                            |                            |  |  |                            |                            |                            |
|  |                                           | Martin Gould                              | 10                                        | Martin Gould      | 9                 |                                          |                                          |                                          |  |  |                            |                            |                            |  |  |                            |                            |                            |
|  | 31 juillet et 1er août                    |                                           |                                           | Martin Gould      | 9                 |                                          |                                          |                                          |  |  |                            |                            |                            |  |  |                            |                            |                            |
|  |                                           | 8                                         | Kyren Wilson                              | 13                |                   |                                          |                                          |                                          |  |  |                            |                            |                            |  |  |                            |                            |                            |
|  | 8                                         | 8                                         | Kyren Wilson                              | 13                | Kyren Wilson      | w/o                                      |                                          |                                          |  |  |                            |                            |                            |  |  |                            |                            |                            |
|  | 8                                         |                                           |                                           |                   | Kyren Wilson      | w/o                                      | 12, 13 et 14 août                        |                                          |  |  |                            |                            |                            |  |  |                            |                            |                            |
|  |                                           | Anthony Hamilton                          | w/d                                       |                   |                   |                                          |                                          |                                          |  |  |                            |                            |                            |  |  |                            |                            |                            |
|  | 8                                         | Anthony Hamilton                          | w/d                                       | Kyren Wilson      | 17                |                                          |                                          |                                          |  |  |                            |                            |                            |  |  |                            |                            |                            |
|  | 8                                         | 1er et 2 août                             |                                           | Kyren Wilson      | 17                |                                          |                                          |                                          |  |  |                            |                            |                            |  |  |                            |                            |                            |
|  |                                           |                                           | Anthony McGill                            | 16                |                   |                                          |                                          |                                          |  |  |                            |                            |                            |  |  |                            |                            |                            |
|  | 5                                         | John Higgins                              | Anthony McGill                            | 16                | 10                |                                          |                                          |                                          |  |  |                            |                            |                            |  |  |                            |                            |                            |
|  | 5                                         | John Higgins                              | 5 et 6 août                               |                   | 10                |                                          |                                          |                                          |  |  |                            |                            |                            |  |  |                            |                            |                            |
|  |                                           | Matthew Stevens                           | 5                                         |                   |                   |                                          |                                          |                                          |  |  |                            |                            |                            |  |  |                            |                            |                            |
|  | 5                                         | Matthew Stevens                           | 5                                         | John Higgins      | 11                |                                          |                                          |                                          |  |  |                            |                            |                            |  |  |                            |                            |                            |
|  | 5                                         | 1er et 2 août                             |                                           | John Higgins      | 11                |                                          |                                          |                                          |  |  |                            |                            |                            |  |  |                            |                            |                            |
|  |                                           |                                           | Kurt Maflin                               | 13                |                   |                                          |                                          |                                          |  |  |                            |                            |                            |  |  |                            |                            |                            |
|  | 12                                        | David Gilbert                             | Kurt Maflin                               | 13                | 8                 |                                          |                                          |                                          |  |  |                            |                            |                            |  |  |                            |                            |                            |
|  | 12                                        | David Gilbert                             |                                           |                   | 8                 | 10 et 11 août                            |                                          |                                          |  |  |                            |                            |                            |  |  |                            |                            |                            |
|  |                                           | Kurt Maflin                               | 10                                        |                   |                   |                                          |                                          |                                          |  |  |                            |                            |                            |  |  |                            |                            |                            |
|  |                                           | Kurt Maflin                               | 10                                        | Kurt Maflin       | 10                |                                          |                                          |                                          |  |  |                            |                            |                            |  |  |                            |                            |                            |
|  | 3 août                                    |                                           |                                           | Kurt Maflin       | 10                |                                          |                                          |                                          |  |  |                            |                            |                            |  |  |                            |                            |                            |
|  |                                           |                                           | Anthony McGill                            | 13                |                   |                                          |                                          |                                          |  |  |                            |                            |                            |  |  |                            |                            |                            |
|  | 13                                        | Jack Lisowski                             | Anthony McGill                            | 13                | 9                 |                                          |                                          |                                          |  |  |                            |                            |                            |  |  |                            |                            |                            |
|  | 13                                        | Jack Lisowski                             | 7, 8 et 9 août                            |                   | 9                 |                                          |                                          |                                          |  |  |                            |                            |                            |  |  |                            |                            |                            |
|  |                                           | Anthony McGill                            | 10                                        |                   |                   |                                          |                                          |                                          |  |  |                            |                            |                            |  |  |                            |                            |                            |
|  |                                           | Anthony McGill                            | 10                                        | Anthony McGill    | 13                |                                          |                                          |                                          |  |  |                            |                            |                            |  |  |                            |                            |                            |
|  | 4 août                                    |                                           |                                           | Anthony McGill    | 13                |                                          |                                          |                                          |  |  |                            |                            |                            |  |  |                            |                            |                            |
|  |                                           |                                           | Jamie Clarke                              | 12                |                   |                                          |                                          |                                          |  |  |                            |                            |                            |  |  |                            |                            |                            |
|  | 4                                         | Mark Allen                                | Jamie Clarke                              | 12                | 8                 |                                          |                                          |                                          |  |  |                            |                            |                            |  |  |                            |                            |                            |
|  | 4                                         | Mark Allen                                |                                           |                   |                   |                                          |                                          |                                          |  |  |                            |                            |                            |  |  |                            |                            |                            |
|  |                                           | Jamie Clarke                              | 10                                        |                   |                   |                                          |                                          |                                          |  |  |                            |                            |                            |  |  |                            |                            |                            |
|  |                                           | Jamie Clarke                              | 10                                        |                   |                   |                                          |                                          |                                          |  |  |                            |                            |                            |  |  |                            |                            |                            |
|  | 31 juillet et 1er août                    |                                           |                                           |                   |                   |                                          |                                          |                                          |  |  |                            |                            |                            |  |  |                            |                            |                            |
|  |                                           |                                           |                                           |                   |                   |                                          |                                          |                                          |  |  |                            |                            |                            |  |  |                            |                            |                            |
|  | 3                                         | Mark Williams                             | 10                                        |                   |                   |                                          |                                          |                                          |  |  |                            |                            |                            |  |  |                            |                            |                            |
|  | 3                                         | Mark Williams                             | 10                                        | 5, 6 et 7 août    |                   |                                          |                                          |                                          |  |  |                            |                            |                            |  |  |                            |                            |                            |
|  |                                           | Alan McManus                              | 5                                         |                   |                   |                                          |                                          |                                          |  |  |                            |                            |                            |  |  |                            |                            |                            |
|  | 3                                         | Alan McManus                              | 5                                         | Mark Williams     | 13                |                                          |                                          |                                          |  |  |                            |                            |                            |  |  |                            |                            |                            |
|  | 3                                         | 31 juillet et 1er août                    |                                           | Mark Williams     | 13                |                                          |                                          |                                          |  |  |                            |                            |                            |  |  |                            |                            |                            |
|  |                                           | 14                                        | Stuart Bingham                            | 11                |                   |                                          |                                          |                                          |  |  |                            |                            |                            |  |  |                            |                            |                            |
|  | 14                                        | 14                                        | Stuart Bingham                            | 11                | Stuart Bingham    | 10                                       |                                          |                                          |  |  |                            |                            |                            |  |  |                            |                            |                            |
|  | 14                                        |                                           |                                           |                   | Stuart Bingham    | 10                                       | 10 et 11 août                            |                                          |  |  |                            |                            |                            |  |  |                            |                            |                            |
|  |                                           | Ashley Carty                              | 7                                         |                   |                   |                                          |                                          |                                          |  |  |                            |                            |                            |  |  |                            |                            |                            |
|  | 3                                         | Ashley Carty                              | 7                                         | Mark Williams     | 10                |                                          |                                          |                                          |  |  |                            |                            |                            |  |  |                            |                            |                            |
|  | 3                                         | 31 juillet et 1er août                    |                                           | Mark Williams     | 10                |                                          |                                          |                                          |  |  |                            |                            |                            |  |  |                            |                            |                            |
|  |                                           | 6                                         | Ronnie O'Sullivan                         | 13                |                   |                                          |                                          |                                          |  |  |                            |                            |                            |  |  |                            |                            |                            |
|  | 11                                        | 6                                         | Ronnie O'Sullivan                         | 13                | Ding Junhui       | 10                                       |                                          |                                          |  |  |                            |                            |                            |  |  |                            |                            |                            |
|  | 11                                        | 7, 8 et 9 août                            |                                           |                   | Ding Junhui       | 10                                       |                                          |                                          |  |  |                            |                            |                            |  |  |                            |                            |                            |
|  |                                           | Mark King                                 | 9                                         |                   |                   |                                          |                                          |                                          |  |  |                            |                            |                            |  |  |                            |                            |                            |
|  | 11                                        | Mark King                                 | 9                                         | Ding Junhui       | 10                |                                          |                                          |                                          |  |  |                            |                            |                            |  |  |                            |                            |                            |
|  | 11                                        | 2 et 3 août                               |                                           | Ding Junhui       | 10                |                                          |                                          |                                          |  |  |                            |                            |                            |  |  |                            |                            |                            |
|  |                                           | 6                                         | Ronnie O'Sullivan                         | 13                |                   |                                          |                                          |                                          |  |  |                            |                            |                            |  |  |                            |                            |                            |
|  | 6                                         | 6                                         | Ronnie O'Sullivan                         | 13                | Ronnie O'Sullivan | 10                                       |                                          |                                          |  |  |                            |                            |                            |  |  |                            |                            |                            |
|  | 6                                         |                                           |                                           |                   | Ronnie O'Sullivan | 10                                       | 12, 13 et 14 août                        |                                          |  |  |                            |                            |                            |  |  |                            |                            |                            |
|  |                                           | Thepchaiya Un-Nooh                        | 1                                         |                   |                   |                                          |                                          |                                          |  |  |                            |                            |                            |  |  |                            |                            |                            |
|  | 6                                         | Thepchaiya Un-Nooh                        | 1                                         | Ronnie O'Sullivan | 17                |                                          |                                          |                                          |  |  |                            |                            |                            |  |  |                            |                            |                            |
|  | 6                                         | 3 et 4 août                               |                                           | Ronnie O'Sullivan | 17                |                                          |                                          |                                          |  |  |                            |                            |                            |  |  |                            |                            |                            |
|  |                                           | 7                                         | Mark Selby                                | 16                |                   |                                          |                                          |                                          |  |  |                            |                            |                            |  |  |                            |                            |                            |
|  | 7                                         | 7                                         | Mark Selby                                | 16                | Mark Selby        | 10                                       |                                          |                                          |  |  |                            |                            |                            |  |  |                            |                            |                            |
|  | 7                                         | 6 et 7 août                               |                                           |                   | Mark Selby        | 10                                       |                                          |                                          |  |  |                            |                            |                            |  |  |                            |                            |                            |
|  |                                           | Jordan Brown                              | 6                                         |                   |                   |                                          |                                          |                                          |  |  |                            |                            |                            |  |  |                            |                            |                            |
|  | 7                                         | Jordan Brown                              | 6                                         | Mark Selby        | 13                |                                          |                                          |                                          |  |  |                            |                            |                            |  |  |                            |                            |                            |
|  | 7                                         | 3 et 4 août                               |                                           | Mark Selby        | 13                |                                          |                                          |                                          |  |  |                            |                            |                            |  |  |                            |                            |                            |
|  |                                           |                                           | Noppon Saengkham                          | 12                |                   |                                          |                                          |                                          |  |  |                            |                            |                            |  |  |                            |                            |                            |
|  | 10                                        | Shaun Murphy                              | Noppon Saengkham                          | 12                | 4                 |                                          |                                          |                                          |  |  |                            |                            |                            |  |  |                            |                            |                            |
|  | 10                                        | Shaun Murphy                              |                                           |                   | 4                 | 10 et 11 août                            |                                          |                                          |  |  |                            |                            |                            |  |  |                            |                            |                            |
|  |                                           | Noppon Saengkham                          | 10                                        |                   |                   |                                          |                                          |                                          |  |  |                            |                            |                            |  |  |                            |                            |                            |
|  | 7                                         | Noppon Saengkham                          | 10                                        | Mark Selby        | 13                |                                          |                                          |                                          |  |  |                            |                            |                            |  |  |                            |                            |                            |
|  | 7                                         | 4 et 5 août                               |                                           | Mark Selby        | 13                |                                          |                                          |                                          |  |  |                            |                            |                            |  |  |                            |                            |                            |
|  |                                           | 2                                         | Neil Robertson                            | 7                 |                   |                                          |                                          |                                          |  |  |                            |                            |                            |  |  |                            |                            |                            |
|  | 15                                        | 2                                         | Neil Robertson                            | 7                 | Barry Hawkins     | 10                                       |                                          |                                          |  |  |                            |                            |                            |  |  |                            |                            |                            |
|  | 15                                        | 8 et 9 août                               |                                           |                   | Barry Hawkins     | 10                                       |                                          |                                          |  |  |                            |                            |                            |  |  |                            |                            |                            |
|  |                                           | Alexander Ursenbacher                     | 2                                         |                   |                   |                                          |                                          |                                          |  |  |                            |                            |                            |  |  |                            |                            |                            |
|  | 15                                        | Alexander Ursenbacher                     | 2                                         | Barry Hawkins     | 9                 |                                          |                                          |                                          |  |  |                            |                            |                            |  |  |                            |                            |                            |
|  | 15                                        | 2 août                                    |                                           | Barry Hawkins     | 9                 |                                          |                                          |                                          |  |  |                            |                            |                            |  |  |                            |                            |                            |
|  |                                           | 2                                         | Neil Robertson                            | 13                |                   |                                          |                                          |                                          |  |  |                            |                            |                            |  |  |                            |                            |                            |
|  | 2                                         | 2                                         | Neil Robertson                            | 13                | Neil Robertson    | 10                                       |                                          |                                          |  |  |                            |                            |                            |  |  |                            |                            |                            |
|  | 2                                         |                                           |                                           |                   |                   | 10                                       |                                          |                                          |  |  |                            |                            |                            |  |  |                            |                            |                            |
|  |                                           | Liang Wenbo                               | 5                                         |                   |                   |                                          |                                          |                                          |  |  |                            |                            |                            |  |  |                            |                            |                            |
|  |                                           | Liang Wenbo                               | 5                                         |                   |                   |                                          |                                          |                                          |  |  |                            |                            |                            |  |  |                            |                            |                            |

| Finale (au meilleur des 35 manches) Crucible Theatre, Sheffield, 15 et 16 août Arbitre : Marcel Eckardt |                                         |                   |
| Kyren Wilson                                                                                            | 8 - 18                                  | Ronnie O'Sullivan |
| 7 1 100                                                                                                 | Demi-centuries Centuries Meilleur break | 12 1 106          |
| Ronnie O'Sullivan remporte le Championnat du monde de snooker 2020                                      |                                         |                   |

## Finale
La finale se joue au meilleur des 35 manches. Les sessions se déroulent selon le format suivant : 8 manches pour la session 1, 9 pour la session 2, maximum 8 pour la session 3 et maximum 10 pour la session 4, en cas de manche décisive. 
| Joueur            | Manche 1 | Manche 2    | Manche 3    | Manche 4    | Manche 5    | Manche 6    | Manche 7    | Manche 8    | Manche 9    | Manche 10   | Session | Cumul |
| ----------------- | -------- | ----------- | ----------- | ----------- | ----------- | ----------- | ----------- | ----------- | ----------- | ----------- | ------- | ----- |
| Session 1         |          |             |             |             |             |             |             |             |             |             |         |       |
| Kyren Wilson      | 6        | 62          | 0           | 23          | 67 (63)     | 9           | 17          | 49          | -           | -           | 2       | 2     |
| Ronnie O'Sullivan | 81 (56)  | 55          | 80 (80)     | 75 (75)     | 13          | 69          | 106 (106)   | 60          | -           | -           | 6       | 6     |
| Session 2         |          |             |             |             |             |             |             |             |             |             |         |       |
| Kyren Wilson      | 53 (53)  | 19          | 92 (92)     | 79 (50)     | 82          | 86 (58)     | 17          | 101 (100)   | 60          | -           | 5       | 7     |
| Ronnie O'Sullivan | 61       | 77 (51)     | 0           | 60          | 25          | 0           | 82          | 10          | 68          | -           | 4       | 10    |
| Session 3         |          |             |             |             |             |             |             |             |             |             |         |       |
| Kyren Wilson      | 74 (73)  | 15          | 33          | 17          | 12          | 28          | 15          | 7           | -           | -           | 1       | 8     |
| Ronnie O'Sullivan | 0        | 113 (53)    | 109 (61)    | 88 (57)     | 65 (60)     | 71 (71)     | 72 (72)     | 69          | -           | -           | 7       | 17    |
| Session 4         |          |             |             |             |             |             |             |             |             |             |         |       |
| Kyren Wilson      | 1        | Non disputé | Non disputé | Non disputé | Non disputé | Non disputé | Non disputé | Non disputé | Non disputé | Non disputé | 0       | 8     |
| Ronnie O'Sullivan | 104 (96) | Non disputé | Non disputé | Non disputé | Non disputé | Non disputé | Non disputé | Non disputé | Non disputé | Non disputé | 1       | 18    |

Entre parenthèses les centuries et demi-centuries.

## Qualifications
128 joueurs participent aux quatre tours de qualifications à l'issue desquels il n'en restera que 16 qui disputeront le tournoi principal au Crucible Theatre de Sheffield. Les qualifications se déroulent du 21 au 28 juillet 2020 à l'English Institute of Sport (en) à Sheffield, sur 8 tables. 
Le tournoi de qualification diffère des années précédentes par son format. Au lieu de faire entrer 128 joueurs au premier tour (64 au 2e, 32 au 3e pour 16 qualifiés), ils entrent dans la compétition de façon échelonnée :
- 1er tour : 32 têtes de séries (65 à 96) dont les classements mondiaux vont de la 81e à 112e place sont opposées à 32 autres joueurs invités, amateurs et professionnels moins bien classés ;
- 2e tour : les 32 joueurs qualifiés du tour précédent affrontent 32 joueurs classés entre les 49e et 80e places (têtes de séries 33 à 64) ;
- 3e tour : les 32 joueurs qualifiés du tour précédent affrontent 32 joueurs classés entre les 17e et 48e places (têtes de séries 1 à 32) ;
- 4e tour : il oppose les 32 rescapés du 3e tour. Les 16 vainqueurs sont qualifiés pour le tournoi principal.

Les rencontres des 3 premiers tours se jouent au meilleur des 11 manches et celles du 4e et dernier tour au meilleur des 19 manches.
Un perdant au 1er tour ne remporte pas d'argent, il empoche 5 000 £ au 2e tour, 10 000 £ au 3e tour et 15 000 £ au 4e tour. Les 16 qualifiés à l'issue du 4e tour remportent quant à eux chacun 20 000 £.
|  | 1er tour au meilleur des 11 manches | 1er tour au meilleur des 11 manches | 1er tour au meilleur des 11 manches |  |  | 2e tour au meilleur des 11 manches | 2e tour au meilleur des 11 manches | 2e tour au meilleur des 11 manches |  |  | 3e tour au meilleur des 11 manches | 3e tour au meilleur des 11 manches | 3e tour au meilleur des 11 manches |  |    | 4e tour au meilleur des 19 manches | 4e tour au meilleur des 19 manches | 4e tour au meilleur des 19 manches |
|  |                                     |                                     |                                     |  |  |                                    |                                    |                                    |  |  |                                    |                                    |                                    |  |    |                                    |                                    |                                    |
|  | 65                                  | Mitchell Mann                       | 6                                   |  |  | 64                                 | Jamie Clarke                       | 6                                  |  |  | 1                                  | Joe Perry                          | 4                                  |  |    |                                    |                                    |                                    |
|  |                                     | Paul Davison                        | 2                                   |  |  | 65                                 | Mitchell Mann                      | 1                                  |  |  | 64                                 | Jamie Clarke                       | 6                                  |  |    | 64                                 | Jamie Clarke                       | 10                                 |
|  | 96                                  | Lukas Kleckers                      | w/o                                 |  |  | 33                                 | Sunny Akani                        | 6                                  |  |  | 32                                 | Tian Pengfei                       | 3                                  |  | 33 | Sunny Akani                        | 7                                  |                                    |
|  |                                     | Sydney Wilson                       |                                     |  |  | 96                                 | Lukas Kleckers                     | 2                                  |  |  | 33                                 | Sunny Akani                        | 6                                  |  |    |                                    |                                    |                                    |
|  |                                     |                                     |                                     |  |  |                                    |                                    |                                    |  |  |                                    |                                    |                                    |  |    |                                    |                                    |                                    |
|  | 80                                  | Billy Joe Castle                    | 5                                   |  |  | 49                                 | Jordan Brown                       | 6                                  |  |  | 16                                 | Hossein Vafaei                     | 5                                  |  |    |                                    |                                    |                                    |
|  |                                     | Rory McLeod                         | 6                                   |  |  |                                    | Rory McLeod                        | 1                                  |  |  | 49                                 | Jordan Brown                       | 6                                  |  |    | 49                                 | Jordan Brown                       | 10                                 |
|  | 81                                  | Barry Pinches                       | 6                                   |  |  | 48                                 | Craig Steadman                     | 5                                  |  |  | 17                                 | Ryan Day                           | 6                                  |  | 17 | Ryan Day                           | 6                                  |                                    |
|  |                                     | Dean Young                          | 0                                   |  |  | 81                                 | Barry Pinches                      | 6                                  |  |  | 81                                 | Barry Pinches                      | 4                                  |  |    |                                    |                                    |                                    |
|  |                                     |                                     |                                     |  |  |                                    |                                    |                                    |  |  |                                    |                                    |                                    |  |    |                                    |                                    |                                    |
|  | 88                                  | Peter Lines                         | 6                                   |  |  | 41                                 | Luo Honghao                        | 6                                  |  |  | 24                                 | Stuart Carrington                  | 6                                  |  |    |                                    |                                    |                                    |
|  |                                     | Connor Benzey                       | 1                                   |  |  | 88                                 | Peter Lines                        | 5                                  |  |  | 41                                 | Luo Honghao                        | 4                                  |  |    | 24                                 | Stuart Carrington                  | 8                                  |
|  | 73                                  | Gerard Greene                       | 6                                   |  |  | 56                                 | Oliver Lines                       | 2                                  |  |  | 9                                  | Tom Ford                           | 6                                  |  | 9  | Tom Ford                           | 10                                 |                                    |
|  |                                     | Brian Ochoiski                      | 1                                   |  |  | 73                                 | Gerard Greene                      | 6                                  |  |  | 73                                 | Gerard Greene                      | 3                                  |  |    |                                    |                                    |                                    |
|  |                                     |                                     |                                     |  |  |                                    |                                    |                                    |  |  |                                    |                                    |                                    |  |    |                                    |                                    |                                    |
|  | 89                                  | Fraser Patrick                      | 6                                   |  |  | 40                                 | Ken Doherty                        | 6                                  |  |  | 25                                 | Mark King                          | 6                                  |  |    |                                    |                                    |                                    |
|  |                                     | Sean Maddocks                       | 1                                   |  |  | 89                                 | Fraser Patrick                     | 4                                  |  |  | 40                                 | Ken Doherty                        | 3                                  |  |    | 25                                 | Mark King                          | 10                                 |
|  | 72                                  | Thor Chuan Leong                    | 6                                   |  |  | 57                                 | Ian Burns                          | 6                                  |  |  | 8                                  | Michael Holt                       | 3                                  |  | 57 | Ian Burns                          | 6                                  |                                    |
|  |                                     | Iulian Boiko                        | 3                                   |  |  | 72                                 | Thor Chuan Leong                   | 2                                  |  |  | 57                                 | Ian Burns                          | 6                                  |  |    |                                    |                                    |                                    |
|  |                                     |                                     |                                     |  |  |                                    |                                    |                                    |  |  |                                    |                                    |                                    |  |    |                                    |                                    |                                    |
|  | 69                                  | Hammad Miah                         | 6                                   |  |  | 60                                 | David Grace                        | 6                                  |  |  | 5                                  | Graeme Dott                        | 6                                  |  |    |                                    |                                    |                                    |
|  |                                     | Florian Nüßle                       | 5                                   |  |  | 69                                 | Hammad Miah                        | 1                                  |  |  | 60                                 | David Grace                        | 0                                  |  |    | 5                                  | Graeme Dott                        | 6                                  |
|  | 92                                  | Amine Amiri                         | w/o                                 |  |  | 37                                 | Martin Gould                       | 6                                  |  |  | 28                                 | Chris Wakelin                      | 4                                  |  | 37 | Martin Gould                       | 10                                 |                                    |
|  |                                     | Hamza Akbar                         | w/d                                 |  |  | 92                                 | Amine Amiri                        | 0                                  |  |  | 37                                 | Martin Gould                       | 6                                  |  |    |                                    |                                    |                                    |
|  |                                     |                                     |                                     |  |  |                                    |                                    |                                    |  |  |                                    |                                    |                                    |  |    |                                    |                                    |                                    |
|  | 76                                  | Igor Figueiredo                     | 5                                   |  |  | 53                                 | John Astley                        | 5                                  |  |  | 12                                 | Matthew Stevens                    | 6                                  |  |    |                                    |                                    |                                    |
|  |                                     | Ian Preece                          | 6                                   |  |  |                                    | Ian Preece                         | 6                                  |  |  |                                    | Ian Preece                         | 4                                  |  |    | 12                                 | Matthew Stevens                    | 10                                 |
|  | 85                                  | Simon Lichtenberg                   | 6                                   |  |  | 44                                 | Mark Joyce                         | 6                                  |  |  | 21                                 | Ricky Walden                       | 6                                  |  | 21 | Ricky Walden                       | 5                                  |                                    |
|  |                                     | Adam Duffy                          | 2                                   |  |  | 85                                 | Simon Lichtenberg                  | 3                                  |  |  | 44                                 | Mark Joyce                         | 3                                  |  |    |                                    |                                    |                                    |
|  |                                     |                                     |                                     |  |  |                                    |                                    |                                    |  |  |                                    |                                    |                                    |  |    |                                    |                                    |                                    |
|  | 84                                  | Brandon Sargeant                    | 2                                   |  |  | 45                                 | Jak Jones                          | 6                                  |  |  | 20                                 | Anthony McGill                     | 6                                  |  |    |                                    |                                    |                                    |
|  |                                     | Jake Nicholson                      | 6                                   |  |  |                                    | Jake Nicholson                     | 2                                  |  |  | 45                                 | Jak Jones                          | 1                                  |  |    | 20                                 | Anthony McGill                     | 10                                 |
|  | 77                                  | James Cahill                        | 2                                   |  |  | 52                                 | Sam Baird                          | 6                                  |  |  | 13                                 | Mark Davis                         | 4                                  |  | 52 | Sam Baird                          | 1                                  |                                    |
|  |                                     | Ben Mertens                         | 6                                   |  |  |                                    | Ben Mertens                        | 4                                  |  |  | 52                                 | Sam Baird                          | 6                                  |  |    |                                    |                                    |                                    |
|  |                                     |                                     |                                     |  |  |                                    |                                    |                                    |  |  |                                    |                                    |                                    |  |    |                                    |                                    |                                    |
|  | 93                                  | Alex Borg                           | 6                                   |  |  | 36                                 | Liam Highfield                     | 6                                  |  |  | 29                                 | Lu Ning                            | 5                                  |  |    |                                    |                                    |                                    |
|  |                                     | Patrick Whelan                      | 4                                   |  |  | 93                                 | Alex Borg                          | 1                                  |  |  | 36                                 | Liam Highfield                     | 6                                  |  |    | 36                                 | Liam Highfield                     | 7                                  |
|  | 68                                  | Fan Zhengyi                         | 6                                   |  |  | 61                                 | Dominic Dale                       | 6                                  |  |  | 4                                  | Thepchaiya Un-Nooh                 | 6                                  |  | 4  | Thepchaiya Un-Nooh                 | 10                                 |                                    |
|  |                                     | Dylan Emery                         | 4                                   |  |  | 68                                 | Fan Zhengyi                        | 4                                  |  |  | 61                                 | Dominic Dale                       | 1                                  |  |    |                                    |                                    |                                    |
|  |                                     |                                     |                                     |  |  |                                    |                                    |                                    |  |  |                                    |                                    |                                    |  |    |                                    |                                    |                                    |
|  | 67                                  | Chen Feilong                        | 6                                   |  |  | 62                                 | Alexander Ursenbacher              | 6                                  |  |  | 3                                  | Gary Wilson                        | 3                                  |  |    |                                    |                                    |                                    |
|  |                                     | Aaron Hill                          | 2                                   |  |  | 67                                 | Chen Feilong                       | 1                                  |  |  | 62                                 | Alexander Ursenbacher              | 6                                  |  |    | 62                                 | Alexander Ursenbacher              | 10                                 |
|  | 94                                  | Riley Parsons                       | 1                                   |  |  | 35                                 | Andrew Higginson                   | 6                                  |  |  | 30                                 | Daniel Wells                       | 5                                  |  | 35 | Andrew Higginson                   | 8                                  |                                    |
|  |                                     | Hayden Staniland                    | 6                                   |  |  |                                    | Hayden Staniland                   | 0                                  |  |  | 35                                 | Andrew Higginson                   | 6                                  |  |    |                                    |                                    |                                    |
|  |                                     |                                     |                                     |  |  |                                    |                                    |                                    |  |  |                                    |                                    |                                    |  |    |                                    |                                    |                                    |
|  | 78                                  | Kacper Filipiak                     | 6                                   |  |  | 51                                 | Mike Dunn                          | 6                                  |  |  | 14                                 | Martin O'Donnell                   | 6                                  |  |    |                                    |                                    |                                    |
|  |                                     | Andrew Pagett                       | 3                                   |  |  | 78                                 | Kacper Filipiak                    | 5                                  |  |  | 51                                 | Mike Dunn                          | 4                                  |  |    | 14                                 | Martin O'Donnell                   | 3                                  |
|  | 83                                  | David Lilley                        | 4                                   |  |  | 46                                 | Elliot Slessor                     | 6                                  |  |  | 19                                 | Ben Woollaston                     | 1                                  |  | 46 | Eliott Slessor                     | 10                                 |                                    |
|  |                                     | Antoni Kowalski                     | 6                                   |  |  |                                    | Antoni Kowalski                    | 2                                  |  |  | 46                                 | Elliot Slessor                     | 6                                  |  |    |                                    |                                    |                                    |
|  |                                     |                                     |                                     |  |  |                                    |                                    |                                    |  |  |                                    |                                    |                                    |  |    |                                    |                                    |                                    |
|  | 86                                  | Jamie O'Neill                       | 6                                   |  |  | 43                                 | Michael White                      | 6                                  |  |  | 22                                 | Noppon Saengkham                   | 6                                  |  |    |                                    |                                    |                                    |
|  |                                     | Oliver Brown                        | 5                                   |  |  | 86                                 | Jamie O'Neill                      | 5                                  |  |  | 43                                 | Michael White                      | 4                                  |  |    | 22                                 | Noppon Saengkham                   | 10                                 |
|  | 75                                  | Eden Sharav                         | 6                                   |  |  | 54                                 | Nigel Bond                         | 3                                  |  |  | 11                                 | Lü Haotian                         | 2                                  |  | 75 | Eden Sharav                        | 2                                  |                                    |
|  |                                     | Daniel Womersley                    | 3                                   |  |  | 75                                 | Eden Sharav                        | 6                                  |  |  | 75                                 | Eden Sharav                        | 6                                  |  |    |                                    |                                    |                                    |
|  |                                     |                                     |                                     |  |  |                                    |                                    |                                    |  |  |                                    |                                    |                                    |  |    |                                    |                                    |                                    |
|  | 91                                  | Andy Hicks                          | 6                                   |  |  | 38                                 | Sam Craigie                        | 6                                  |  |  | 27                                 | Anthony Hamilton                   | 6                                  |  |    |                                    |                                    |                                    |
|  |                                     | Reanne Evans                        | 3                                   |  |  | 91                                 | Andy Hicks                         | 0                                  |  |  | 38                                 | Sam Craigie                        | 3                                  |  |    | 27                                 | Anthony Hamilton                   | 10                                 |
|  | 70                                  | Jackson Page                        | 6                                   |  |  | 59                                 | Harvey Chandler                    | 2                                  |  |  | 6                                  | Scott Donaldson                    | 6                                  |  | 6  | Scott Donaldson                    | 5                                  |                                    |
|  |                                     | Chae Ross                           | 3                                   |  |  | 70                                 | Jackson Page                       | 6                                  |  |  | 70                                 | Jackson Page                       | 3                                  |  |    |                                    |                                    |                                    |
|  |                                     |                                     |                                     |  |  |                                    |                                    |                                    |  |  |                                    |                                    |                                    |  |    |                                    |                                    |                                    |
|  | 71                                  | Si Jiahui                           | 2                                   |  |  | 58                                 | Ashley Carty                       | 6                                  |  |  | 7                                  | Jimmy Robertson                    | 4                                  |  |    |                                    |                                    |                                    |
|  |                                     | Ross Muir                           | 6                                   |  |  |                                    | Ross Muir                          | 4                                  |  |  | 58                                 | Ashley Carty                       | 6                                  |  |    | 58                                 | Ashley Carty                       | 10                                 |
|  | 90                                  | Jimmy White                         | 6                                   |  |  | 39                                 | Michael Georgiou                   | 4                                  |  |  | 26                                 | Robert Milkins                     | 6                                  |  | 26 | Robert Milkins                     | 8                                  |                                    |
|  |                                     | Ivan Kakovskii                      | 3                                   |  |  | 90                                 | Jimmy White                        | 6                                  |  |  | 90                                 | Jimmy White                        | 1                                  |  |    |                                    |                                    |                                    |
|  |                                     |                                     |                                     |  |  |                                    |                                    |                                    |  |  |                                    |                                    |                                    |  |    |                                    |                                    |                                    |
|  | 74                                  | Soheil Vahedi                       | 1                                   |  |  | 55                                 | Lee Walker                         | 1                                  |  |  | 10                                 | Matthew Selt                       | 6                                  |  |    |                                    |                                    |                                    |
|  |                                     | Allan Taylor                        | 6                                   |  |  |                                    | Allan Taylor                       | 6                                  |  |  |                                    | Allan Talor                        | 3                                  |  |    | 10                                 | Matthew Selt                       | 1                                  |
|  | 87                                  | Duane Jones                         | 6                                   |  |  | 42                                 | Joe O'Connor                       | 6                                  |  |  | 23                                 | Kurt Maflin                        | 6                                  |  | 23 | Kurt Maflin                        | 10                                 |                                    |
|  |                                     | Christopher Keogan                  | 1                                   |  |  | 87                                 | Duane Jones                        | 3                                  |  |  | 42                                 | Joe O'Connor                       | 5                                  |  |    |                                    |                                    |                                    |
|  |                                     |                                     |                                     |  |  |                                    |                                    |                                    |  |  |                                    |                                    |                                    |  |    |                                    |                                    |                                    |
|  | 82                                  | Rod Lawler                          | 6                                   |  |  | 47                                 | Fergal O'Brien                     | 6                                  |  |  | 18                                 | Luca Brecel                        | 5                                  |  |    |                                    |                                    |                                    |
|  |                                     | Ross Bulman                         | 5                                   |  |  | 82                                 | Rod Lawler                         | 3                                  |  |  | 47                                 | Fergal O'Brien                     | 6                                  |  |    | 47                                 | Fergal O'Brien                     | 9                                  |
|  | 79                                  | Adam Stefanow                       | 5                                   |  |  | 50                                 | Alfie Burden                       | 6                                  |  |  | 15                                 | Liang Wenbo                        | 6                                  |  | 15 | Liang Wenbo                        | 10                                 |                                    |
|  |                                     | Tyler Rees                          | 6                                   |  |  |                                    | Tyler Rees                         | 3                                  |  |  | 50                                 | Alfie Burden                       | 2                                  |  |    |                                    |                                    |                                    |
|  |                                     |                                     |                                     |  |  |                                    |                                    |                                    |  |  |                                    |                                    |                                    |  |    |                                    |                                    |                                    |
|  | 95                                  | Ashley Hugill                       | 4                                   |  |  | 34                                 | Robbie Williams                    | 4                                  |  |  | 31                                 | Alan McManus                       | 6                                  |  |    |                                    |                                    |                                    |
|  |                                     | Wu Yize                             | 6                                   |  |  |                                    | Wu Yize                            | 6                                  |  |  |                                    | Wu Yize                            | 3                                  |  |    | 31                                 | Alan McManus                       | 10                                 |
|  | 66                                  | Kishan Hirani                       | 6                                   |  |  | 63                                 | Louis Heathcote                    | 6                                  |  |  | 2                                  | Ali Carter                         | 3                                  |  | 63 | Louis Heathcote                    | 5                                  |                                    |
|  |                                     | Robin Hull                          | 5                                   |  |  | 66                                 | Kishan Hirani                      | 3                                  |  |  | 63                                 | Louis Heathcote                    | 6                                  |  |    |                                    |                                    |                                    |

## Centuries

### Tournoi principal
- 147, 101  John Higgins
- 140, 132, 122, 105  Neil Robertson
- 140  Tom Ford
- 138, 133, 117, 115, 114, 112, 106, 105, 104, 101, 101, 101  Ronnie O'Sullivan
- 138  Matthew Stevens
- 136, 122, 105, 105, 104  Mark Allen
- 136, 122  Anthony McGill
- 136  Jamie Clarke
- 133, 130, 119  Yan Bingtao
- 131, 127, 104, 100  Judd Trump
- 131, 102  David Gilbert
- 130  Mark Williams
- 129, 103, 103, 103, 100  Martin Gould
- 125, 119, 118, 104, 101  Ding Junhui
- 124, 120, 119, 102  Mark Selby
- 124, 105, 102, 101  Kurt Maflin
- 123  Elliot Slessor
- 122, 105  Noppon Saengkham
- 118  Ashley Carty
- 117, 111, 104  Barry Hawkins
- 116, 116, 113, 109, 105, 104, 100, 100  Kyren Wilson
- 115, 109  Stuart Bingham
- 113  Liang Wenbo
- 111  Mark King
- 107, 102  Jack Lisowski
- 105  Alan McManus
- 101  Shaun Murphy

### Qualifications
- 145, 134, 120, 112  Allan Taylor
- 141  Liang Wenbo
- 141  Alexander Ursenbacher
- 139, 124  Robert Milkins
- 134  Wu Yize
- 133, 111, 101  Tom Ford
- 133, 105  Hossein Vafaei
- 133  Liam Highfield
- 131, 110, 104  Ricky Walden
- 131, 109  Anthony Hamilton
- 130, 124, 111, 101  Elliot Slessor
- 127, 114, 102  Luca Brecel
- 127, 109  Jordan Brown
- 127  Martin Gould
- 125  Mark King
- 123, 108  Ryan Day
- 123, 108  Anthony McGill
- 121  Michael Georgiou
- 120  Michael White
- 114, 111  Barry Pinches
- 112  Oliver Lines
- 110  Sam Baird
- 109  Chen Feilong
- 109  Craig Steadman
- 104  Hammad Miah
- 103  Kurt Maflin
- 102  Sunny Akani
- 102  Si Jiahui
- 101  Aaron Hill
- 101  Jackson Page
- 100  Gerard Greene
- 100  Robbie Williams

## Participants par pays
|                 | ENG | SCO | CHN | WAL | NIR | THA | AUS | NOR | SUI | IRL                                          | ISR                                          | GER                                          | BEL                                          | IRN                                          | CYP                                          | MAS                                          | MLT                                          | MAR                                          | POL                                          | AUT                                          | BRA                                          | FIN                                          | FRA                                          | PAK                                          | RUS                                          | UKR                                          | Total |
| --------------- | --- | --- | --- | --- | --- | --- | --- | --- | --- | -------------------------------------------- | -------------------------------------------- | -------------------------------------------- | -------------------------------------------- | -------------------------------------------- | -------------------------------------------- | -------------------------------------------- | -------------------------------------------- | -------------------------------------------- | -------------------------------------------- | -------------------------------------------- | -------------------------------------------- | -------------------------------------------- | -------------------------------------------- | -------------------------------------------- | -------------------------------------------- | -------------------------------------------- | ----- |
| Finale          | 2   | –   | –   | –   | –   | –   | –   | –   | –   | Aucun représentant dans le tournoi principal | Aucun représentant dans le tournoi principal | Aucun représentant dans le tournoi principal | Aucun représentant dans le tournoi principal | Aucun représentant dans le tournoi principal | Aucun représentant dans le tournoi principal | Aucun représentant dans le tournoi principal | Aucun représentant dans le tournoi principal | Aucun représentant dans le tournoi principal | Aucun représentant dans le tournoi principal | Aucun représentant dans le tournoi principal | Aucun représentant dans le tournoi principal | Aucun représentant dans le tournoi principal | Aucun représentant dans le tournoi principal | Aucun représentant dans le tournoi principal | Aucun représentant dans le tournoi principal | Aucun représentant dans le tournoi principal | 2     |
| Demi-finales    | 3   | 1   | –   | –   | –   | –   | –   | –   | –   | Aucun représentant dans le tournoi principal | Aucun représentant dans le tournoi principal | Aucun représentant dans le tournoi principal | Aucun représentant dans le tournoi principal | Aucun représentant dans le tournoi principal | Aucun représentant dans le tournoi principal | Aucun représentant dans le tournoi principal | Aucun représentant dans le tournoi principal | Aucun représentant dans le tournoi principal | Aucun représentant dans le tournoi principal | Aucun représentant dans le tournoi principal | Aucun représentant dans le tournoi principal | Aucun représentant dans le tournoi principal | Aucun représentant dans le tournoi principal | Aucun représentant dans le tournoi principal | Aucun représentant dans le tournoi principal | Aucun représentant dans le tournoi principal | 4     |
| Quart de finale | 4   | 1   | –   | 1   | –   | –   | 1   | 1   | –   | Aucun représentant dans le tournoi principal | Aucun représentant dans le tournoi principal | Aucun représentant dans le tournoi principal | Aucun représentant dans le tournoi principal | Aucun représentant dans le tournoi principal | Aucun représentant dans le tournoi principal | Aucun représentant dans le tournoi principal | Aucun représentant dans le tournoi principal | Aucun représentant dans le tournoi principal | Aucun représentant dans le tournoi principal | Aucun représentant dans le tournoi principal | Aucun représentant dans le tournoi principal | Aucun représentant dans le tournoi principal | Aucun représentant dans le tournoi principal | Aucun représentant dans le tournoi principal | Aucun représentant dans le tournoi principal | Aucun représentant dans le tournoi principal | 8     |
| 2e tour         | 7   | 2   | 2   | 2   | –   | 1   | 1   | 1   | –   | Aucun représentant dans le tournoi principal | Aucun représentant dans le tournoi principal | Aucun représentant dans le tournoi principal | Aucun représentant dans le tournoi principal | Aucun représentant dans le tournoi principal | Aucun représentant dans le tournoi principal | Aucun représentant dans le tournoi principal | Aucun représentant dans le tournoi principal | Aucun représentant dans le tournoi principal | Aucun représentant dans le tournoi principal | Aucun représentant dans le tournoi principal | Aucun représentant dans le tournoi principal | Aucun représentant dans le tournoi principal | Aucun représentant dans le tournoi principal | Aucun représentant dans le tournoi principal | Aucun représentant dans le tournoi principal | Aucun représentant dans le tournoi principal | 16    |
| 1er tour        | 15  | 4   | 3   | 3   | 2   | 2   | 1   | 1   | 1   | Aucun représentant dans le tournoi principal | Aucun représentant dans le tournoi principal | Aucun représentant dans le tournoi principal | Aucun représentant dans le tournoi principal | Aucun représentant dans le tournoi principal | Aucun représentant dans le tournoi principal | Aucun représentant dans le tournoi principal | Aucun représentant dans le tournoi principal | Aucun représentant dans le tournoi principal | Aucun représentant dans le tournoi principal | Aucun représentant dans le tournoi principal | Aucun représentant dans le tournoi principal | Aucun représentant dans le tournoi principal | Aucun représentant dans le tournoi principal | Aucun représentant dans le tournoi principal | Aucun représentant dans le tournoi principal | Aucun représentant dans le tournoi principal | 32    |
| Qualifications  |     |     |     |     |     |     |     |     |     |                                              |                                              |                                              |                                              |                                              |                                              |                                              |                                              |                                              |                                              |                                              |                                              |                                              |                                              |                                              |                                              |                                              |       |
| 4e tour         | 16  | 4   | 1   | 3   | 1   | 3   | –   | 1   | 1   | 1                                            | 1                                            | –                                            | –                                            | –                                            | –                                            | –                                            | –                                            | –                                            | –                                            | –                                            | –                                            | –                                            | –                                            | –                                            | –                                            | –                                            | 32    |
| 3e tour         | 33  | 4   | 6   | 9   | 2   | 3   | –   | 1   | 1   | 2                                            | 1                                            | –                                            | 1                                            | 1                                            | –                                            | –                                            | –                                            | –                                            | –                                            | –                                            | –                                            | –                                            | –                                            | –                                            | –                                            | –                                            | 64    |
| 2e tour         | 32  | 2   | 4   | 10  | 2   | 1   | –   | –   | 1   | 2                                            | 1                                            | 2                                            | 1                                            | –                                            | 1                                            | 1                                            | 1                                            | 1                                            | 2                                            | –                                            | –                                            | –                                            | –                                            | –                                            | –                                            | –                                            | 64    |
| 1er tour        | 29  | 3   | 4   | 7   | 1   | –   | –   | –   | –   | 2                                            | 1                                            | 2                                            | 1                                            | 1                                            | –                                            | 1                                            | 1                                            | 1                                            | 3                                            | 1                                            | 1                                            | 1                                            | 1                                            | 1                                            | 1                                            | 1                                            | 64    |